# 白雲宗
白雲宗（びゃくうんしゅう）は、中国で北宋末に興起した庶民仏教教派である。

## 開創
清覚（1043年 - 1121年）が、徽宗の大観年間（1107年 - 1110年）に、浙江杭州に「白雲庵」を創建したのに始まり、一時はその勢力が江南で最大となったが、明朝が成立して以後、禁圧を被った。

## 教義
白雲宗は、『華厳経』を所依の経典としており、儒・仏・道の三教合一を標榜した。清覚は孔氏の出身であったため、孔子の末裔を自称し、また仏教の「四果位」を発展させて「四果十地」を説き、禅宗の思想に反対した。

## 南宋代
南宋の時代には、白雲宗は合法的な地位を獲得し、菜食を提唱し、妻子を娶らないことを主要な教義として、在家信徒を吸収していった。寧宗の慶元・嘉泰年間（1195年 - 1204年）に、禁止されている。

## 元代
元朝が南宋を滅した後、白雲宗の勢力は更に発展し、その衆徒は数十万人に達し、全て皆な出家を名目として賦税の納付を拒否した。是に成宗の大徳7年（1303年）、政府が宗派に対する田産輸租及び衆徒に対する賦役の負担を要求した。一定の整頓を経た後、武宗の至大元年（1308年）、白雲宗は再度合法的な地位を獲得した。仁宗の延祐2年（1315年）、宗主の沈明仁が栄禄大夫・司空等の栄誉職を授与された。但だ暫くして、元朝政府は再度白雲宗を弾圧した。延祐6年（1319年）、沈明仁が罪に坐して投獄された。延祐7年（1320年）、朝廷は詔して白雲宗僧を還俗させた。英宗の至治3年（1323年）、今度は白雲宗田を籍没した。
明朝が成立して後、白雲宗は禁圧を被り、久しからずして瓦解し、その衆徒の一部は、白蓮教に加入した。